# Nicholas Edward Choi
Nicholas Edward Choi (în chineză: 崔浩然; n. 20 ianuarie 1993, Hong Kong, Imperiul Britanic) este un scrimer hongkongez specializat pe floretă.
La vârsta de 19 ani, s-a calificat la Jocurile Olimpice de vară din 2012 datorită locului 2 ocupat în clasamentul zonei Asia-Oceania. Astfel a devenit cel mai tânăr scrimer olimpic din Hong Kong. În ciuda faptului ca a fost eliminat în turul întâi de românul Radu Dărăban, a primit premiul pentru cel mai bun tânăr sportiv din Hong Kong.

## Legături externe
- Prezentare Arhivat în 4 februarie 2015, la Wayback Machine. la Federația de Scrimă din Hong Kong
- en Nicholas Edward Choi la Olympedia.org